# Список послов США в Азербайджане
Список послов Соединенных Штатов Америки в Азербайджанской Республике — статья, в которой представлен список послов США в Азербайджане. США признали независимость Азербайджанcкой Республики 25 декабря 1991 года и объявили об установлении дипломатических отношений 19 февраля 1992 года.
Посольство США в Баку было открыто временным послом Робертом Финном 16 марта 1992 года.

## Список
| Представитель      | Начало полномочий | Конец полномочий  | Должность                    | Назначен      |
| ------------------ | ----------------- | ----------------- | ---------------------------- | ------------- |
| Роберт Финн        | 16 марта, 1992    | 15 сентября, 1992 | Временный поверенный в делах | Джордж Буш    |
| Ричард Майлз       | 16 сентября, 1992 | 5 ноября, 1993    | Посол                        | Джордж Буш    |
| Ричард Каузларич   | 20 апреля, 1994   | 20 июля, 1997     | Посол                        | Билл Клинтон  |
| Стенли Эскудеро    | 4 декабря, 1997   | 1 октября, 2000   | Посол                        | Билл Клинтон  |
| Росс Л. Уилсон     | 11 октября, 2000  | 24 апреля, 2003   | Посол                        | Билл Клинтон  |
| Рено Харниш        | 1 декабря, 2003   | 25 апреля, 2006   | Посол                        | Джордж Буш    |
| Энн Дерс           | 3 июля, 2006      | 22 января, 2009   | Посол                        | Джордж Буш    |
| Дональд Лу         | 4 июля, 2009      | июль 2010         | Временный поверенный в делах | Барак Обама   |
| Метью Брайза       | 10 января, 2011   | 5 января, 2012    | Посол                        | Барак Обама   |
| Ричард Морнингстар | 20 июля, 2012     | 31 июля, 2014     | Посол                        | Барак Обама   |
| Роберт Секута      | 19 февраля, 2015  | 31 марта, 2018    | Посол                        | Барак Обама   |
| Уильям Гилл        | 1 апреля, 2018    | 11 марта, 2019    | Временный поверенный в делах | Дональд Трамп |
| Эрл Литценбергер   | 12 марта, 2019    | 26 июля, 2022     | Посол                        | Дональд Трамп |
| Уго Гевара         | 26 июля, 2022     | 18 января, 2024   | Временный поверенный в делах | Joe Biden     |
| Марк Либби         | 18 января, 2024   | 18 января, 2025   | Посол                        | Joe Biden     |
| Уго Гевара         | 18 января, 2025   | Действующий       | Временный поверенный в делах | Дональд Трамп |